# Fadhila Rebhi
Fadhila Rebhi (arabe : فضيلة الرابحي), de son nom complet Fadhila Rebhi Ben Hamza (arabe : فضيلة الرابحي بن حمزة), est une haut fonctionnaire et femme politique tunisienne. Elle occupe le poste de ministre du Commerce et du Développement des exportations d'octobre 2021 à janvier 2023.

## Biographie
Directrice des recherches et de la concurrence économique au sein du ministère du Commerce et puis au sein de l'Institut national de la consommation, elle est nommée le 17 février 2012 représentante des ministères de l'Industrie et du Commerce au sein du conseil d'administration de la Pharmacie centrale de Tunisie.
Nommée le 11 octobre 2021 ministre du Commerce et du Développement des exportations dans le gouvernement de Najla Bouden, elle est limogée le 6 janvier 2023.